# 亞當等大人
是一部2010年的美國喜劇電影，由丹尼斯·杜根執導，亞當·山德勒編劇，主演則有亞當·山德勒、凱文·詹姆斯、克里斯·洛克、大衛·史派德與勞勃·許奈德。美國於2010年6月25日上映。儘管電影主要獲得負評，但仍獲得成功的票房。續集《亞當等大人2》於2013年上映。

## 演員

### 主要演員
- 亞當·山德勒 飾演 Lenny Feder
  - Michael Cavaleri 飾演 年輕的Lenny
- 凱文·詹姆斯 飾演 Eric Lamonsoff
  - Andrew Bayard 飾演 年輕的Eric
- 克里斯·洛克 飾演 Kurt McKenzie
  - Jameel McGill 飾演 年輕的Kurt
- 大衛·史派德 飾演 Marcus "Higgy" Higgins
  - Kyle Brooks 飾演 年輕的Marcus
- 勞勃·許奈德 飾演 Rob "Carrot" Hilliard
  - Joshua Matz 飾演 年輕的Rob

### Feder家庭
- 莎瑪·希恩 飾演 Roxanne Feder
- 傑克·戈德堡（英语：Jake Goldberg） 飾演 Greg Feder
- 卡梅隆·伯埃斯 飾演 Keith Feder
- Alexys Nicole Sanchez 飾演 Becky Feder

### Lamonsoff家庭
- 瑪麗亞·貝羅 飾演 Sally Lamonsoff
- 艾達-妮可·桑格（英语：Ada-Nicole Sanger） 飾演 Donna Lamonsoff
- Frank和Morgan Gingerich 飾演 Bean Lamonsoff

### McKenzie家庭
- 玛雅·鲁道夫 飾演 Deanne McKenzie
- 納吉·傑特（英语：Nadji Jeter） 飾演 Andre McKenzie
- 琪娜·安妮·邁克蓮（英语：China Anne McClain） 飾演 Charlotte McKenzie

### Hilliard家庭
- 麥迪遜·雷麗（英语：Madison Riley） 飾演 Jasmine Hilliard
- 鄭智麟 飾演 Amber Hilliard
- Ashley Loren 飾演 Bridget Hilliard

### 其他角色
- 喬伊斯·范恩·派頓（英语：Joyce Van Patten） 飾演 Gloria Noonan
- 佈雷克·克拉克 飾演 Coach Robert "Buzzer" Ferdinando
- Victoria Cyr, Niece of Coach Buzzer
- Di Quon 飾演 Rita
- 史提夫·布斯美 飾演 Wiley
- 科林·奎因（英语：Colin Quinn） 飾演 Dickie Bailey
  - Hunter Silva 飾演 年輕的Dickie
- Lisa M. (Seitz) Francis 飾演 Bailey的妻子
- 提姆·麥道斯（英语：Tim Meadows） 飾演 Malcolm Fluzoo
- Ebony Jo-Ann 飾演 Mama Ronzoni
- 丹·帕特里克 飾演 Norby the Ride Guy
- 提姆·赫利希（英语：Tim Herlihy） 飾演 Pastor
- 諾姆·麥克唐納 飾演 Geezer
- 喬納森·勞克蘭（英语：Jonathan Loughran） 飾演 Robideaux
  - Connor Panzner 飾演 年輕的Robideaux
- 丹尼斯·杜根 飾演 Basketball Referee